# Benthosema suborbitale
Benthosema suborbitale är en fiskart som först beskrevs av Gilbert, 1913.  Benthosema suborbitale ingår i släktet Benthosema och familjen prickfiskar. Inga underarter finns listade.